# Fadil Kurtagić
Fadil Kurtagić (1889 Kladanj, Bosna a Hercegovina – 1958 Sarajevo, Federativní lidová republika Jugoslávie) byl bosenskohercegovský spisovatel a bankovní úředník bosňáckého původu.

## Biografie
Střední školu dokončil v Tuzle, jeden rok se vzdělával v Učitelské škole v Sarajevu. Za pobytu v bosenskohercegovské metropoli v letech 1920–1922 působil jako šéfredaktor odborného periodika Bankovni činovnik (Bankovní úředník). Roku 1922 se přestěhoval do Záhřebu, kde studoval na místní univerzitě a pracoval jako tajemník Svazu pracovníků v peněžnictví a současně od roku 1922 vedl odborné periodkum Glasnik Saveza bankovnih činovnika Jugoslavije, od 1923 pod názvem Glasnik Saveza bankovnih činovnika i namještenika Jugoslavije (Věstník Svazu bankovních úředníků a přidělenců Jugoslávie). Roku 1939 znovu přesídlil do Sarajeva, kde pracoval v místní pobočce slovinské pojišťovny Glavna bratinska blagajna. V letech 1945–1947 působil jako úředník v republikovém ministerstvu hornictví, poté odešel do penze.
V mládí byl horlivým stoupencem muslimsko-chorvatské vzájemnosti, již propagovala Strana práva Josipa Franka a v Bosně a Hercegovině Adem-aga Mešić. Po první světové válce podporoval jihoslovanskou myšlenku.

## Dílo
- Stihovi (Verše, Sarajevo 1919), básnická sbírka
- Mali ljudi iz velikih škola (Malí lidé z velkých škol, Zagreb 1941)

### Publicistické práce
- Bolesničko-penzijsko osguranje i bankovni i privatni činovnici (Nemocenské a důchodové pojištění a bankovní a soukromí úředníci, Zagreb 1925)
- Intelektualni radnici i radnički pokret (Intelektuální pracovníci a dělnické hnutí, Zagreb 1927)
- Ciljevi i ustrojstvo Saveza bankovnih činovnika i namještenika Jugoslavije (Cíle a organizace Svazu bankovních úředníků a přidělenců Jugoslávie, Zagreb 1928)